# 매릴번

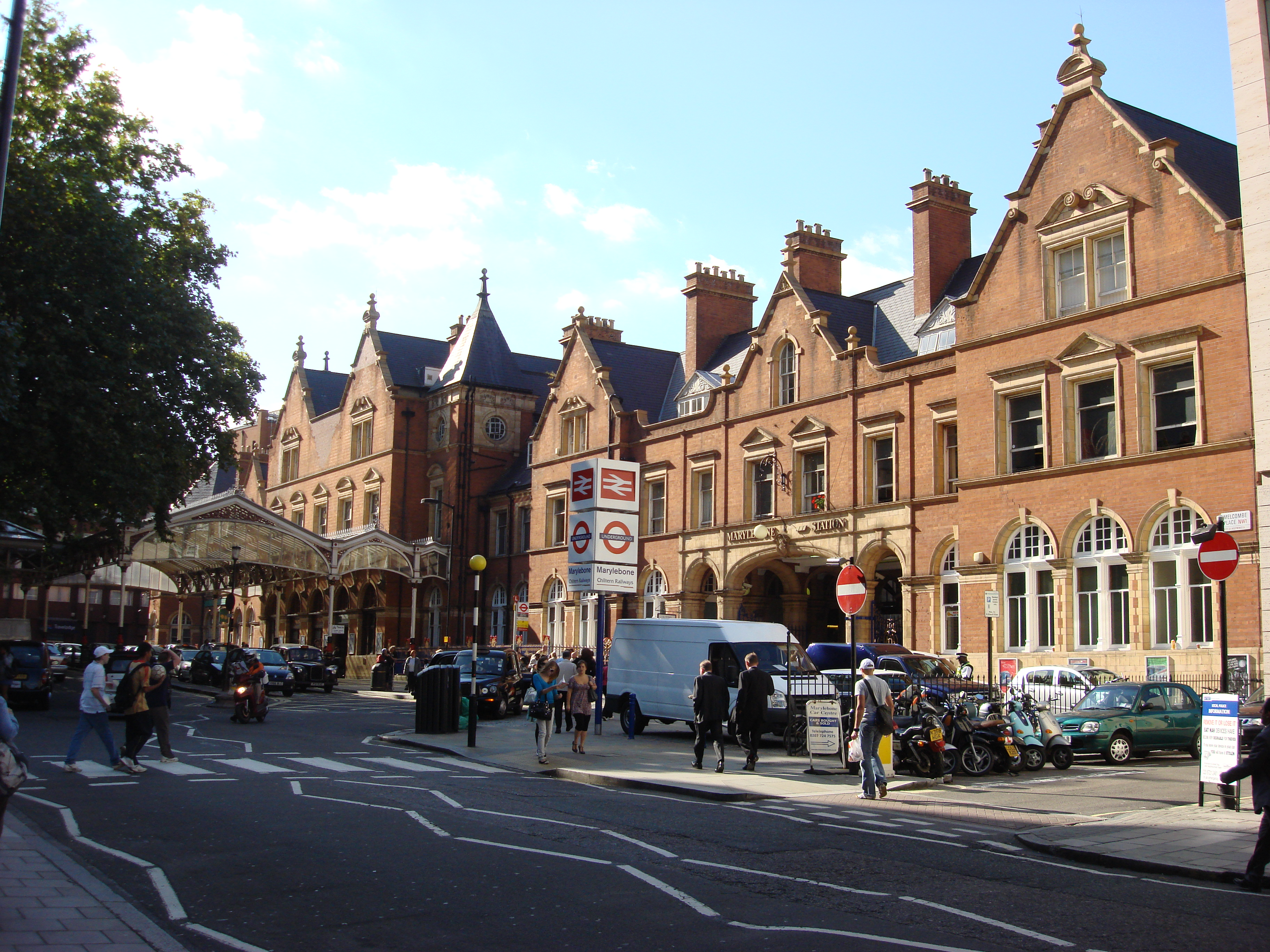
말리번 역

매릴번(Marylebone) 또는 말리번( /ˈmɑːrlɪbən/, /ˈmærɪbən/, /ˈmærɪl[미지원 입력]bən/)은 런던 중심부에 위치한 부유 지역이다.